# József Horváth (1949)
József Horváth (Budapest, 21 maggio 1949) è un ex calciatore ungherese, di ruolo centrocampista. In  America era conosciuto come Joe Horvath, mentre in patria era soprannominato Vöri per i suoi lunghi capelli rossi.

## Biografia
Ritiratosi dal mondo del calcio, restò a vivere negli Stati Uniti d'America, dove ha concluso la sua carriera agonistica, lavorando nell'industria siderurgica e in quella farmaceutica.

## Caratteristiche tecniche
Era un giocatore efficace e determinato.

## Carriera

### Club
Inizia la carriera nello Spartacus Budapest, per poi passare nel 1968 all'Újpesti Dózsa, con cui vince 7 campionati ungheresi e tre coppe nazionali. Con i viola ha giocato inoltre 24 incontri in Coppa dei Campioni, raggiungendo come miglior risultato le semifinali nell'edizione 1973-1974, perse contro i futuri campioni del Bayern Monaco.
Nella stagione 1976-1977 si trasferisce in Svizzera per giocare con i cadetti del Young Fellows, con cui, grazie al secondo posto ottenuto, ottiene la promozione in massima serie.
Il campionato seguente si sposta in Germania, ingaggiato dal Rot-Weiss Essen, con cui fallisce la promozione in massima serie dopo aver perso il play-off interregionale contro il Norimberga.
Nel 1978 si trasferisce negli Stati Uniti d'America per giocare nella franchigia NASL dei Rochester Lancers. Con i Lancers nella stagione 1978 fallisce l'accesso ai play-off per il titolo.
Nel campionato seguente passa ai Washington Diplomats, con cui in entrambe le stagioni di militanza raggiunge gli ottavi di finale nei play-off per il titolo.
Nella North American Soccer League 1981 è in forza ai S.J. Earthquakes, con cui fallisce l'accesso ai play-off per il titolo.
Nel 1982 passa alla franchigia ASL dei Rochester Flash, con cui raggiunse il primo turno dei play-off nel torneo 1982.
La stagione seguente è sempre nella ASL, in forza ai Pennsylvania Stoners, raggiungendo la finale play-off per il titolo, persa contro i Jacksonville Tea Men.
Nel 1984 torna ai Flash nelle veci di allenatore-giocatore. Con il club di Rochester, nel frattempo passato alla neonata United Soccer League, non riesce ad accedere alla fase play-off per il titolo.
Durante il suo soggiorno negli Stati Uniti ha giocato anche a indoor soccer con i Buffalo Stallions, S.J. Earthquakes e nei N.J. Rockets.

### Nazionale
Ha fatto parte della nazionale ungherese dal 1973 al 1975, rivestendo il ruolo di capitano per sei incontri.

## Statistiche

### Cronologia presenze e reti in Nazionale
| Cronologia completa delle presenze e delle reti in nazionale ― Ungheria | Cronologia completa delle presenze e delle reti in nazionale ― Ungheria | Cronologia completa delle presenze e delle reti in nazionale ― Ungheria | Cronologia completa delle presenze e delle reti in nazionale ― Ungheria | Cronologia completa delle presenze e delle reti in nazionale ― Ungheria | Cronologia completa delle presenze e delle reti in nazionale ― Ungheria | Cronologia completa delle presenze e delle reti in nazionale ― Ungheria | Cronologia completa delle presenze e delle reti in nazionale ― Ungheria |
| Data                                                                    | Città                                                                   | In casa                                                                 | Risultato                                                               | Ospiti                                                                  | Competizione                                                            | Reti                                                                    | Note                                                                    |
| ----------------------------------------------------------------------- | ----------------------------------------------------------------------- | ----------------------------------------------------------------------- | ----------------------------------------------------------------------- | ----------------------------------------------------------------------- | ----------------------------------------------------------------------- | ----------------------------------------------------------------------- | ----------------------------------------------------------------------- |
| 26-09-1973                                                              | Belgrado                                                                | Jugoslavia                                                              | 1 – 1                                                                   | Ungheria                                                                | Amichevole                                                              | -                                                                       |                                                                         |
| 13-10-1973                                                              | Copenaghen                                                              | Danimarca                                                               | 2 – 2                                                                   | Ungheria                                                                | Amichevole                                                              | -                                                                       |                                                                         |
| 17-4-1974                                                               | Dortmund                                                                | Germania                                                                | 5 – 0                                                                   | Ungheria                                                                | Amichevole                                                              | -                                                                       |                                                                         |
| 28-9-1974                                                               | Vienna                                                                  | Austria                                                                 | 1 – 0                                                                   | Ungheria                                                                | Amichevole                                                              | -                                                                       | cap.                                                                    |
| 13-10-1974                                                              | Lussemburgo                                                             | Lussemburgo                                                             | 2 – 4                                                                   | Ungheria                                                                | Qual. Euro 1976                                                         | 1                                                                       | cap.                                                                    |
| 4-12-1974                                                               | Szolnok                                                                 | Ungheria                                                                | 1 – 0                                                                   | Svizzera                                                                | Amichevole                                                              | -                                                                       | cap.                                                                    |
| 26-3-1975                                                               | Parigi                                                                  | Francia                                                                 | 2 – 0                                                                   | Ungheria                                                                | Amichevole                                                              | -                                                                       | cap.                                                                    |
| 2-4-1975                                                                | Vienna                                                                  | Austria                                                                 | 0 – 0                                                                   | Ungheria                                                                | Qual. Euro 1976                                                         | -                                                                       | cap.                                                                    |
| 16-4-1975                                                               | Budapest                                                                | Ungheria                                                                | 1 – 2                                                                   | Galles                                                                  | Qual. Euro 1976                                                         | -                                                                       | cap. 46’                                                                |
| 7-6-1975                                                                | Sofia                                                                   | Bulgaria                                                                | 4 – 0                                                                   | Ungheria                                                                | Qual. Olimpiadi 1976                                                    | -                                                                       |                                                                         |
| 10-8-1975                                                               | Teheran                                                                 | Iran                                                                    | 1 – 2                                                                   | Ungheria                                                                | Amichevole                                                              | -                                                                       |                                                                         |
| Totale                                                                  |                                                                         | Presenze                                                                | 11                                                                      |                                                                         | Reti                                                                    | 1                                                                       |                                                                         |

## Palmarès

### Competizioni nazionali
- Campionato ungherese: 7

Újpesti Dózsa: 1969, 1970, 1970-1971, 1971-1972, 1972-1973, 1973-1974, 1974-1975
- Coppa d'Ungheria: 3

Újpesti Dózsa: 1969, 1970, 1974-1975